# Trzecia połowa (album)
Trzecia połowa – album muzyczny zespołu Ramzes & The Hooligans, należący do gatunku street punk / oi!. Wydawcą albumu była wytwórnia Pop Noise. Album w postaci płyty CD oraz kasety magnetofonowej ukazał się w 2003 r. jako trzecie wydawnictwo tej grupy. Natomiast reedycja albumu w postaci długogrającej płyty gramofonowej została wydana w 2015 r. przez wytwórnie Olifant Records.

## Historia
Album wydany został przez wytwórnię Pop Noise w 2003 r. jako trzeci album tego zespołu. Samo nagranie utworów zamieszczonych następnie w albumie zostało zrealizowane w okresie od 24.06.2002 r. do 1.07.2002 r.. Nagrania dokonano w Studio "Audio-Art" M.O.K. Czerwionka-Leszczyny. Pierwotnie jednak planowano, że wydawcą płyty będzie wytwórnia Jimmy Jazz Records. Według wypowiedzi Ramzesa przedstawiciel wytwórni stracił jednak zainteresowanie tematem. Brak kontaktu z wytwórnią sprawił, że jeden z członów zespołu – Tick Tock – sfinansował nagranie w studio nagraniowym, a dopiero później udało się znaleźć wydawcę i podpisać rzetelną umowę. Także późniejsze wydarzenia związane z nagraniem materiału na płytę lider zespoły Ramzes określa pechowe, które mogły doprowadzić do tego, że album nie zostałby nagrany. Pośród wielu takich sytuacji wymienia przykładowe perypetie takie jak brak stopy do perkusji na pierwszej próbie, paska do gitary na drugiej próbie, braku gitary na trzeciej próbie, załatwianie przez tydzień samej perkusji, przy wielu wykonanych telefonach, przy czym zdobyty sprzęt jak się okazało nie miał stojaków do blach, co spowodowało że przez dwie godziny opłaconego studnia nie było pełnej perkusji, zepsucie gitary basowej, pożyczonej, polegające na przekręceniu śruby wyginającej gryf, przez co nic nie stroiło i kilku innych trudnych sytuacji. Róże tego typu zdarzenia doprowadziły do braku pieniędzy i czasu. Ostatecznie jednak udało się zespołowi nagrać materiał. Wykonanie nośników CD zrealizowano w firmie firmy Alternati Projekt (www.alternati-cd.com.pl). Producentem był Wojciech Stephan (Tick Tock). Za realizację nagrań oraz fotografie odpowiadał Sebastian Drążczyk. W 2015 r. wytwórnia Olifant Records wydała reedycję albumu na płytach gramofonowych. Wytłoczono wówczas 15 kopii wersji testowej (wersja limitowana) oraz 200 kopii albumu również w wersji limitowanej na czarnym winylu 200 gram, przy czym do sprzedaży z całego nakładu trafiło 150 sztuk.

## Wydania
Pierwotnie album wydany został w 2003 r. na dwóch nośnikach: płycie CD oraz kasecie magnetofonowej. Wydawcą była wytwórnia Pop Noise, w której album otrzymał index NOISE 044. Natomiast w tłoczni płyt CD album otrzymał index Matrix / Runout: ALT 0642. Pozostałe kody i identyfikatory płyty CD: Mastering SID Code – IFPI LT57, Mould SID Code (Inner Ring): IFPI Z907. Natomiast wydanie z 2015 r. płyty gramofonowej, długogrającej, z wytwórni Olifant Records posiada numer katalogowy 102LP, z Matrix / Runout: Side A, stamped – RAMZES A oraz Side B, stamped – RAMZES B. Pytę wytłoczono na czarnym winylu, średnicy 12″, przeznaczonym do odtwarzania z prędkością 33 1/3 RPM. Limitowana wersja testowa płyty LP została umieszczona w białej okładce, natomiast w wydaniu docelowym zaprojektowano nową okładkę oraz dodatkowo zamieszczono wkładkę plakatową.

## Utwory
| Lp | Tytuł          | CD | Kaseta, Vinyl LP | Czas |
| -- | -------------- | -- | ---------------- | ---- |
| 1  | Józek          | 1  | A1               |      |
| 2  | Przeznaczenie  | 2  | A2               |      |
| 3  | Nasza Muzyka   | 3  | A3               |      |
| 4  | Rasiści        | 4  | A4               |      |
| 5  | Ważny Dzień    | 5  | A5               |      |
| 6  | Glam Rock      | 6  | A6               |      |
| 7  | Banasik        | 7  | A7               |      |
| 8  | Żegnaj Gienia  | 8  | A8               |      |
| 9  | Klon           | 9  | B9               |      |
| 10 | Trzecia połowa | 10 | B10              |      |
| 11 | Hula-Hop       | 11 | B11              |      |
| 12 | Komuniści      | 12 | B12              |      |
| 13 | Nowa Rasa      | 13 | B13              |      |
| 14 | Pogrzeb        | 14 | B14              |      |
| 15 | White Punk     | 15 | B15              |      |

## Tribute album
W 2007 r. został nagrany, a w 2008 r. przez Olifant Records został wydany tribute album pod tytułem „Tribute to Ramzes & The Hooligans”. Na albumie tym znalazły się następujące utwory z płyty „Trzecia połowa”:
- utwór nr 1 „Józek”, w albumie tribute zamieszczony na pozycji nr 15, wykonany przez zespół Dewastators
- utwór nr 4 „Rasiści”, w albumie tribute zamieszczony na pozycji nr 2, wykonany przez zespół Kombinat 86[13][14][15].

## Skład
Skład zespołu Ramzes & The Hooligans zmieniał się w jego historii. W nagraniu tego albumu brali udział:
- Ramzes (Andrzej Krettek) – wokal, gitara[4][11][17][18]
- Burak (Artur Latosiński) – gitara[4][11][19][20]
- Tick Tock (Wojciech Stephan) – gitara basowa[4][11][21][22]
- Nynek (Jacek Krzyszczak) – perkusja[4][11][23][24]

## Odbiór i opinie
„Trzecia połowa” to kolejny album zespołu grającego muzykę z gatunku street punk/oi!, znanego z tekstów prześmiewczych, kontrowersyjnych oraz dotyczących spraw codziennych, często stanowiących bolączkę dla polskiego społeczeństwa, ale także tekstów pełnych humoru. Stylistycznie utwory utrzymane są w konwencji punk'77 (staropunkowej, z dominacją utworów melodyjnych).
Jednym z bardziej przyciągających uwagę utworów jest „Pogrzeb”, w którym Ramzes zaprasza na swój pogrzeb, który ma być punkową imprezą pełną zabawy. Innym z takich utworów zwracający na siebie uwagę tekstem piosenki jest „White punk”. Według jednej z opinii jest to największy szlagier tego wydawnictwa. Sam tekst w dużej mierze to wyliczanka zespołów zaliczanych do klasyków brzmienia 77. Inne szczególnie dobre utwory to „Rasiści”, ”Komuniści”, „Hula-hop”, „Nasza muzyka”,  „Banasik.

## Ramzes o płycie
Sam lider zespołu po wydaniu płyty w 2003 r. wypowiadał się bardzo pozytywnie o albumie, choć przyznał, że efekt końcowy nie był do końca rezultatem przemyślanych działań lecz w znacznym stopniu dziełem przypadku, intuicyjnej realizacji oraz współpracy konkretnych ludzi w tym konkretnym czasie. Album wynikowy jednak zaraz po ukazaniu się albumu określił jako taki, który zawsze chciał nagrać oraz jako ten, który w tamtym czasie najbardziej ceni. Odnosząc się do kontrowersyjnych treści tekstów autor podkreślił, że lubi zaskakiwać, lubi tematy niewygodne, treści dotykające drażliwych tematów, prowokujące, generujące powstanie relacji między muzykiem a publicznością. Według wypowiedzi Ramzesa z tamtego okresu, miała to być ostania płyta grupy. Z tego względu zaproszenie na pogrzeb zawarte w przedostatnim utworze niektórzy publicyści interpretowali jako pożegnanie z publicznością, epitafium. Sam lider zespołu zastrzegał w 2003 r. jednak, że „game over” jest na tu i teraz, co nie wyklucza jakieś niesprecyzowanych działań zespołu w dalszej przyszłości.